# Митрофанов, Иван Васильевич
Ива́н Васи́льевич Митрофа́нов (1742—1792) — российский общественный деятель, первый градоначальник Петрозаводска, купец.

## Биография
Родился в заонежской крестьянской семье.
Держал ремесленную мастерскую, занимался винной торговлей.
После того, как Петрозаводская слобода получила в марте 1777 года статус города, И. В. Митрофанов был избран первым городским головой в июле 1778 года.
Под руководством И. В. Митрофанова было организовано строительство здания городского магистрата, а также подготовлено здание и необходимое имущество для открытия первой городской школы.
Оставил пост городского головы в декабре 1779 года. В 1785—1787 годах избирался депутатом губернского магистрата.

## Семья
Первая жена — Прасковья Яковлевна (ум. 1775), вторая жена — Устинья Ивановна (род. 1753, Олонец). Дочь от первого брака — Наталья (род. 1772).